# Hof Nürnberg

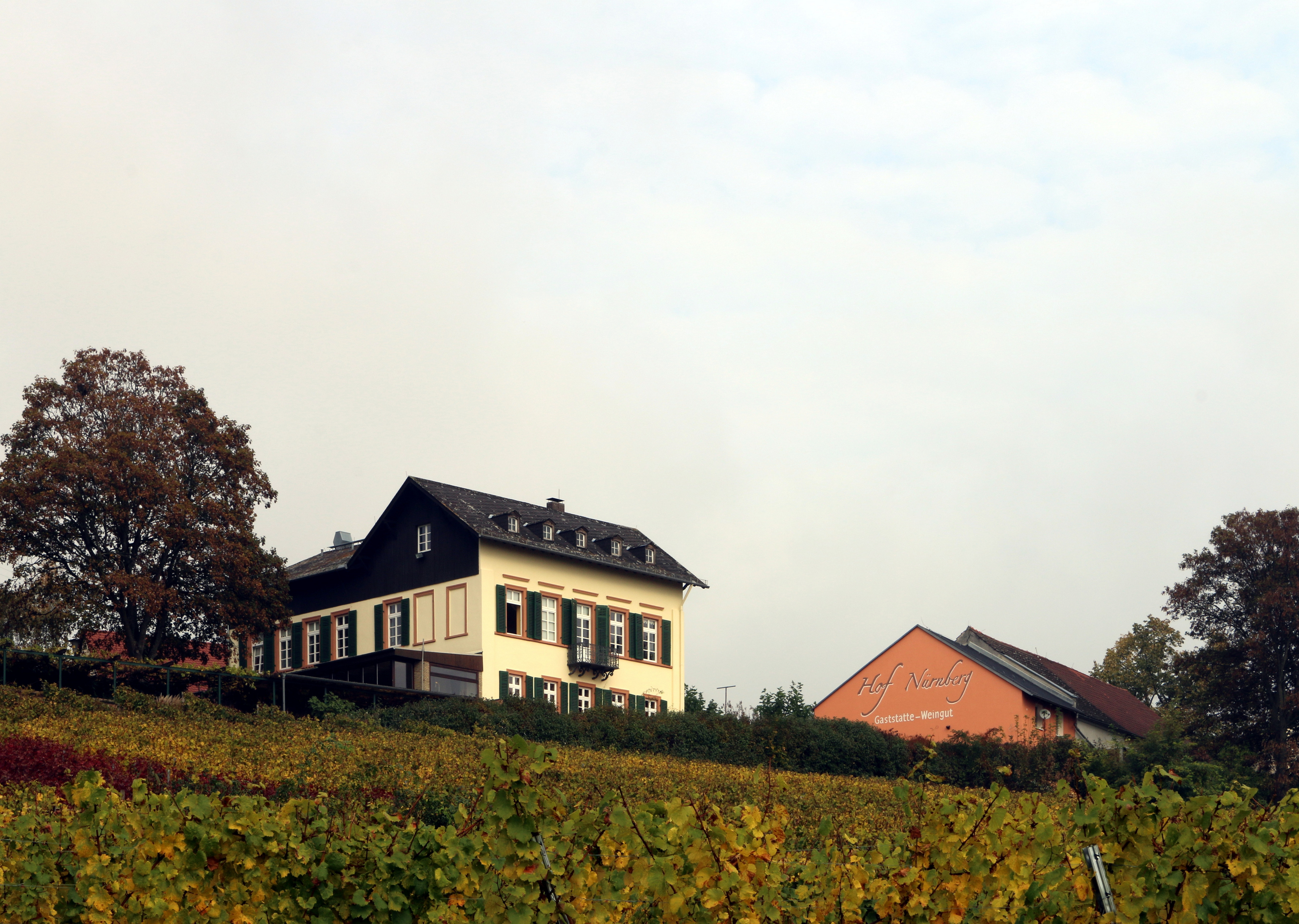
Hof Nürnberg von Süden

Der Hof Nürnberg oder Nürnberger Hof ist ein ehemaliger Wehrhof und heutiges Restaurant und Weingut im Ortsbezirk Frauenstein der hessischen Landeshauptstadt Wiesbaden. Er ist nach dem hessischen Denkmalschutzgesetz als Kulturdenkmal geschützt.

## Lage und Anlagen

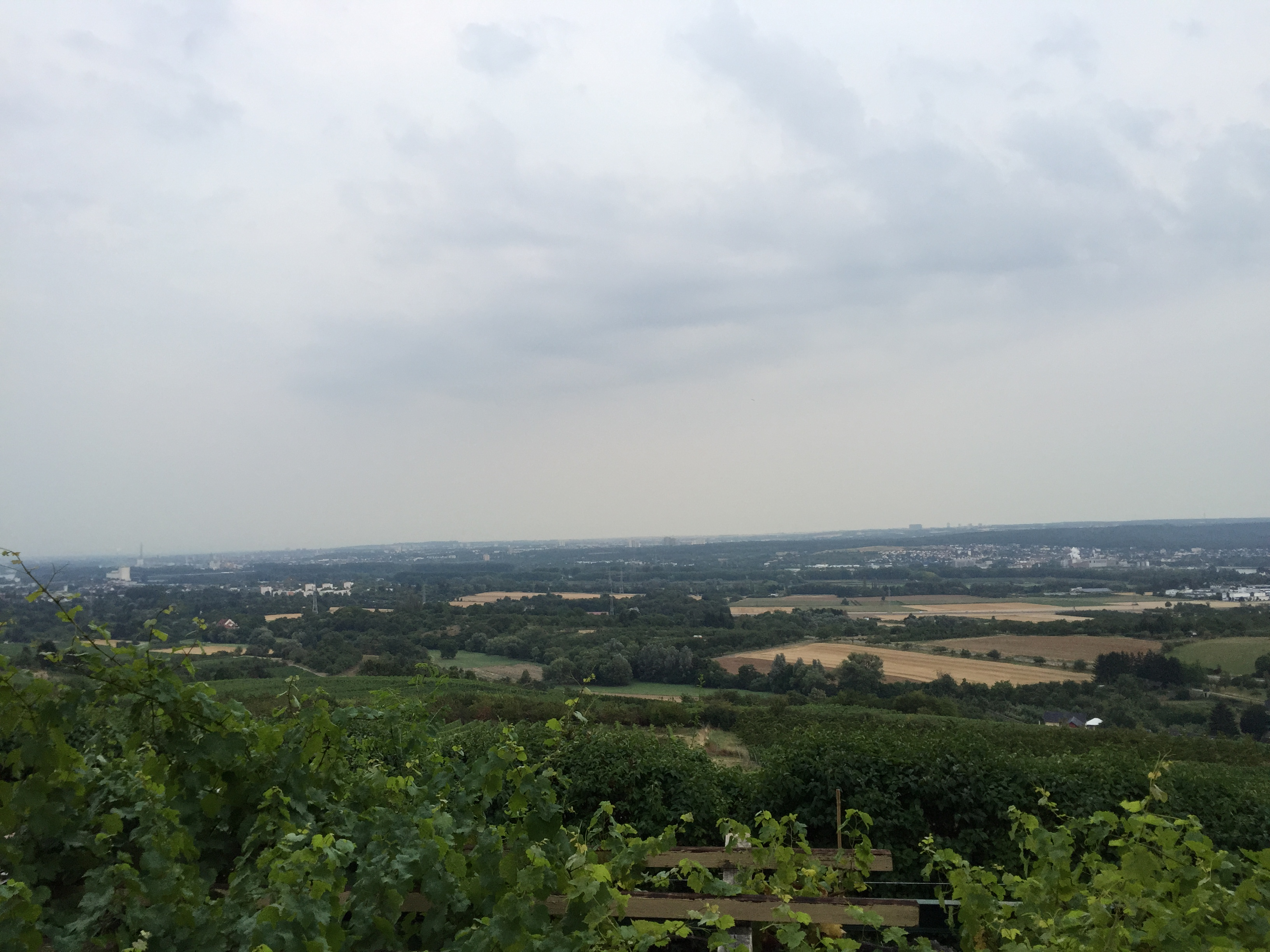
Blick in die Täler von Lindenbach und Rhein

Der Hof Nürnberg liegt auf 197 m in den Weinbergen des Rheingaus. Nordwestlich liegt der Goethestein und die Ortsmitte mit der Burg Frauenstein, südlich der Grorother Hof im Tal des Lindenbachs.
Die Gebäude sind um einen Innenhof gruppiert. Das Gasthaus hat fünf Fensterachsen mit einem zentralen Balkon über der Terrasse. Laut Dehio-Handbuch sind die denkmalgeschützten Gebäude „ohne gestalterischen Wert“. Ein stillgelegtes und defektes Windrad liegt nordöstlich des Hofs.

## Geschichte

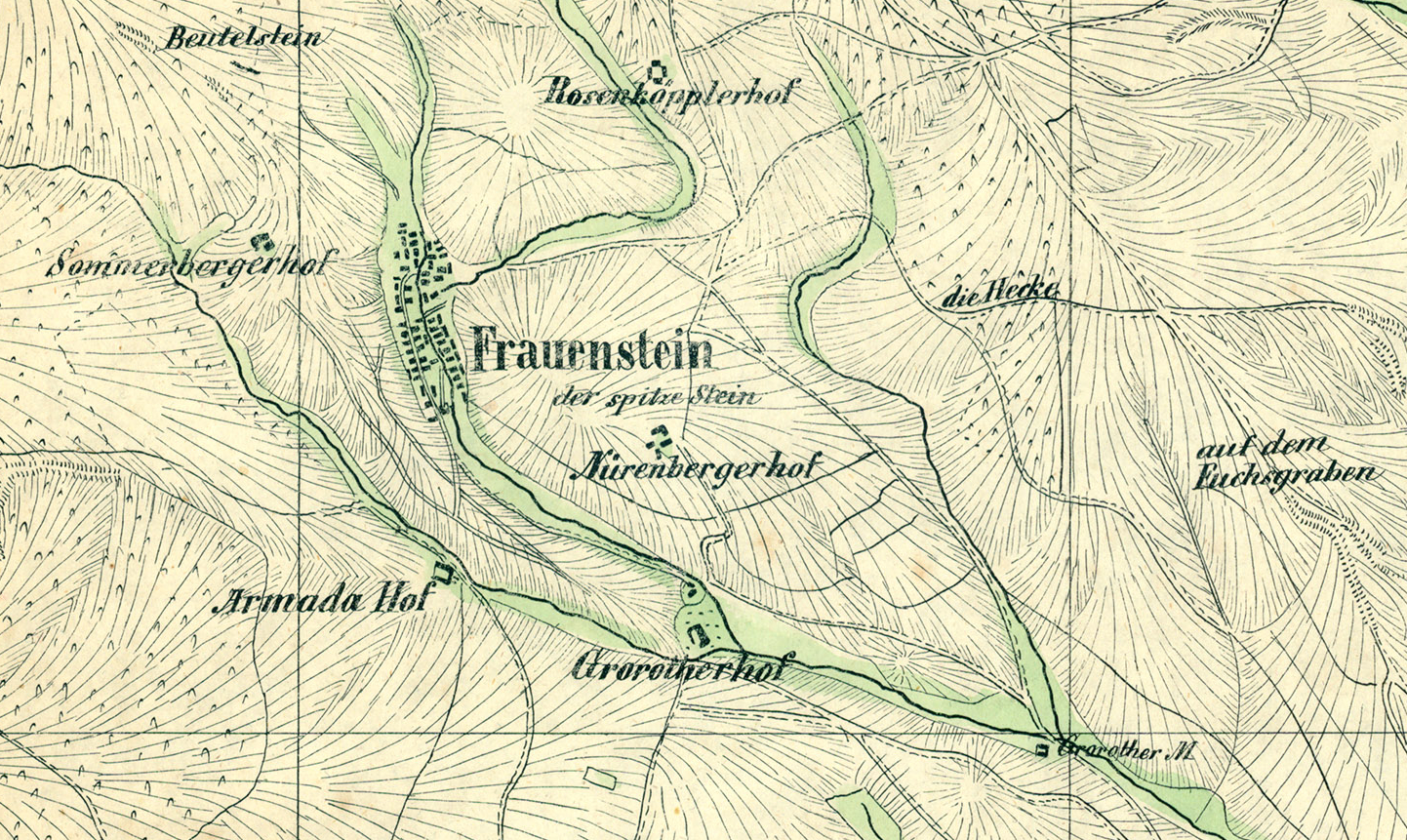
Lage der Wehrhöfe rund um Frauenstein, 1819

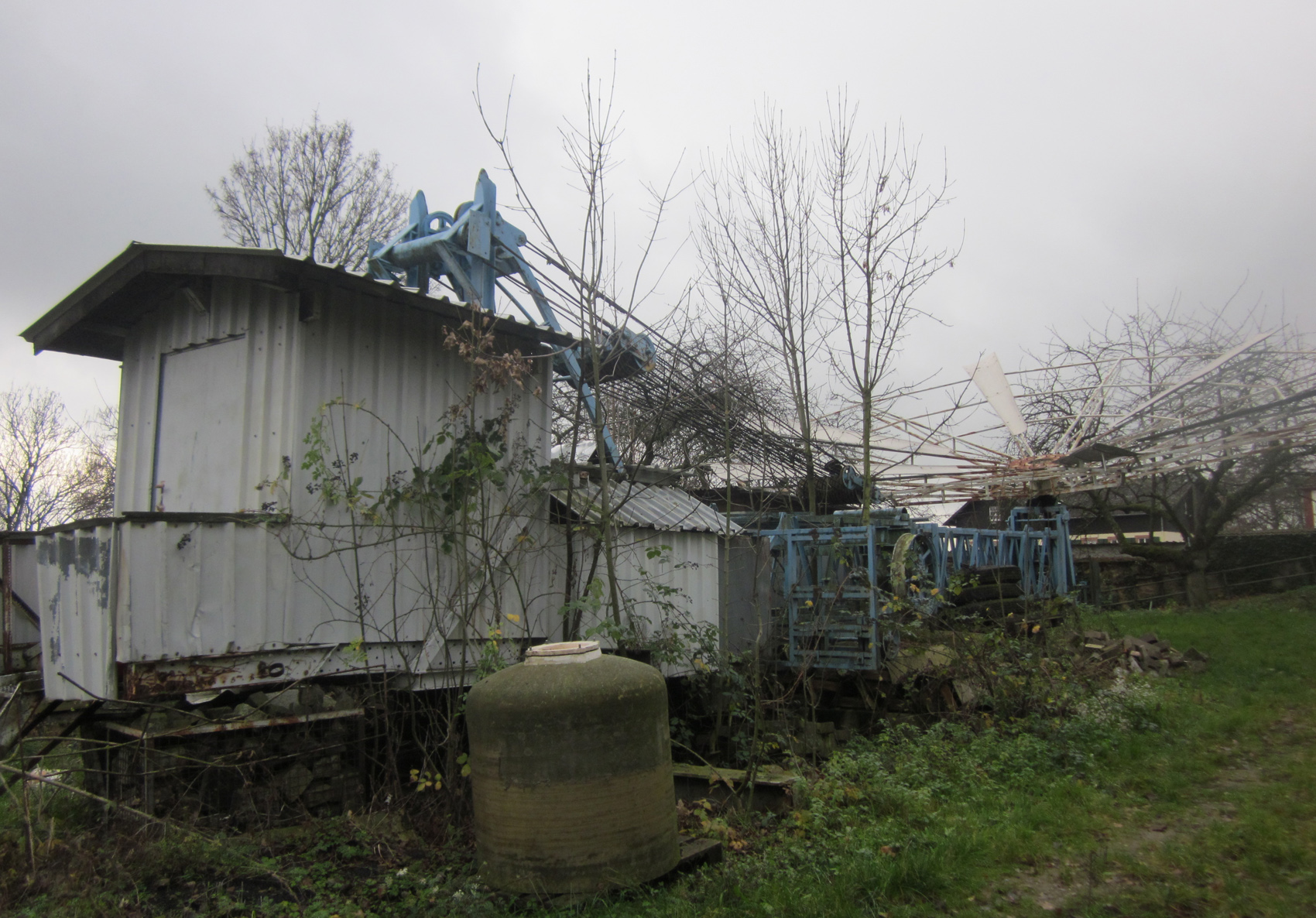
Stillgelegtes Windrad

Um das Jahr 1300 verkauften die überschuldeten Ritter von Frauenstein die Burg Frauenstein und Teile des Dorfes an das Mainzer Erzstift. Dadurch drohte das Haus Nassau seinen Einfluss über das Gebiet zu verlieren. Um ihre benachbarten Ländereien zu sichern, errichteten die Grafen von Nassau in den folgenden Jahrhunderten die Wehrhöfe Armada, Groroth, Nürnberg, Rosenköppel und Sommerberg rund um Frauenstein. Der Hof auf dem Nornberg wurde im 14. Jahrhundert erbaut. Der Name kommt von „norr“, was dürr oder unfruchtbar bedeutet. Der Hof Nürnberg wurde 1554 erwähnt, als sich Graf Adolf von Nassau-Idstein jährlich vier Fuder „Nornberger Gewächs“ sicherte. Bei der ersten urkundlichen Erwähnung 1594 war der Hof nassauisch und der Pfarrei in Schierstein zugeordnet.
1635 bis 1648 während des Dreißigjährigen Kriegs gehörte der Hof zu Mainz, anschließend ging er ins Eigentum von Johann von Nassau über. Am 6. Juli 1815 war Johann Wolfgang von Goethe zu Gast und pries „die prachtvolle Aussicht“. Der Hof gehörte zu dieser Zeit Friedrich August von Nassau-Usingen. Karl Simrock beschreibt 1851, dass die Mainzer zum Hof „so gerne wallfahrten“, „nicht allein wegen der Talente seines Besitzers, der in Diensten des letzten Herzogs die Kochkunst ergründete, auch der unvergleichlichen Aussicht auf den Rhein, Schierstein, Bieberich und Mainz zu Liebe.“ Im 19. Jahrhundert waren die Grundstücke des Hofs wertvoll und warfen im Weinbau große Erträge ab. 1918 kam der Hof zur Gemeinde Frauenstein. Zu Ehren Goethes wurde 1932 oberhalb des Hofs der Goethestein errichtet. Im Zweiten Weltkrieg diente der Hof als Kriegsgefangenenlager. Der Hof Nürnberg ist im Eigentum der Stadt Wiesbaden und seit 1939 an die Familie Becker verpachtet, die dort ein Weingut und Restaurant betreibt.